# Галлант, Пэтси
Пэтси (Адрианна) Галлант (англ. Patsy (Adrienne) Gallant) — канадская франко- и англоязычная эстрадная певица, автор песен и актриса музыкального театра последней трети XX — начала XXI века. Наибольшей популярностью пользовалась в Канаде в 1970-е годы, когда получила прозвище «Королева диско Канады»; песня-хит «From New York to L.A.» входила в первые десятки чартов синглов Великобритании, Ирландии, Австралии, ЮАР и Норвегии. Двукратный лауреат премии «Джуно» лучшей исполнительнице года (1977, 1978), во второй год удостоена также «Джуно» за сингл года («Sugar Daddy»). Член ордена Канады (2018) и Национального ордена Квебека (2023).

## Биография
Родилась в Кэмпбелтоне (Нью-Брансуик) в 1948 году, была одной из десяти детей в семье. С пяти лет пела в детском ансамбле The Gallant Sisters вместе со старшими сестрами Анджелиной, Флориной и Жислен. Когда Адрианне было восемь лет, семья перебралась в Монктон, где девочку впервые показали в телепередаче, а два года спустя они с сестрами уже выступали в ночных клубах Монреаля.
В 1967 году ушла из группы, чтобы начать сольную карьеру, и в том же году выпустила свой первый сингл. Выступала на эстраде, в том числе в общей программе с Шарлем Азнавуром в монреальском Place des Arts, регулярно участвовала в программах-варьете (Discothèque и Smash на франкоязычном телевидении и Music Hop на англоязычном), записывала рекламные джинглы. Позже певица собрала коллектив молодых авторов, писавших для неё песни на английском языке.
В 1970 году подписала контракт с лейблом Columbia Records, на котором в дальнейшем выходили альбомы певицы на французском и английском языках. Песни двух ее первых франкоязычных альбомов (Toi l’enfant, 1971, и Tout va trop vite, 1972) в основном сочинила автор-исполнитель Кристин Шарбонно. Пэтси, миниатюрная живая певица с сильным голосом, стала одной из основных звезд канадской эстрады в эпоху диско 1970-х годов и в 1975 впервые была номинирована на премию «Джуно» в категории «Лучшая исполнительница года».
Рассчитывая пробиться на американский рынок, англоязычный альбом Power в 1974 году записала в Нашвилле, но значительного коммерческого успеха в США он не имел. Более удачным стало в 1976 году сотрудничество с продюсером Иэном Робертсоном, в результате которого появился альбом Are You Ready For Love. Сразу несколько песен из него стали хитами, в том числе «From New York to L.A.» — и за пределами Канады: в 1977 году сингл достиг 6-й позиции в британском чарте, 5-й — в ирландском и южноафриканском, 7-й — в норвежском и 10-й — в австралийском и входил в Top-20 в Нидерландах и Швеции. Песни «Sugar Daddy» и «Are You Ready for Love» входили в Top-20 канадского чарта синглов. В итоге в 1977 и 1978 годах Галлант дважды подряд завоевала «Джуно» лучшей исполнительнице года, а в 1978 году добавила к этой премии также награду за сингл года, которую ей принесла песня «Sugar Daddy». В 1979 году она в последний раз была номинанткой на «Джуно» лучшей исполнительнице года.
В 1978 и 1979 годах Галлант, получившая в прессе прозвище «Королева диско Канады», вела собственное варьете-шоу на телеканале CTV. Однако со снижением интереса публики к жанру диско упал и интерес к этой исполнительнице. Выпустив в 1984 году альбом Take Another Look, она на несколько лет покинула музыкальную индустрию, в 1988 году вернувшись в нее как актриса в мюзиклах. Играла в таких шоу, как «Кошки», Nunsence и «Пиаф» (по биографии французской певицы), а в 1997 году перебралась во Францию, где на протяжении восьми лет исполняла роль Стеллы Спотлайт в «Стармании» Люка Пламондона. Некоторое время исполняла также роль мачехи в «Синди» — мюзикле по мотивам «Золушки» Шарля Перро. В 2002 году сыграла роль певицы в ночном клубе в канадском художественном фильме «Йеллоунайф», для саундтрека которого записала четыре песни — «Sugar Daddy», «Ain’t No Way to Treat a Woman», «Dancing in the Wind» и «Save My Soul». Была номинирована на квебекскую кинопремию «Жютра» в категории «Лучшая актриса второго плана».
Вернувшись в Канаду в 2005 году, Галлант выпустила альбом-сборник Tout va trop vite, в который вошли некоторые из ее главных хитов, включая новую запись «Sugar Daddy», а также ранние и неопубликованные записи. Записала также песню «Faut pas lâcher» с франкоязычной рэп-группой Treizième Étage, в 2006 году вошедшую в альбом этой группы L’Asphalte dans mon district. В 2010 году выпустила новый сингл «Coeur de velours».
За музыкальную карьеру выпустила более 30 альбомов, которые разошлись общим тиражом свыше 3 млн копий. В 2018 году стала членом ордена Канады, а в 2023 году — Национального ордена Квебека.